# 倉知成満
倉知 成満（くらち なりみつ、1951年4月17日 - ）は、日本の俳優。本名は藤井 雄二（）。
山口県出身。中央大学卒業。ウイットプロモーション、サイアン・インターナショナルを経て、所属はフリー。

## 来歴・人物
大学卒業後、仕事を転々としたのち、劇団青俳の細川俊之の芝居を見て俳優を志し、劇団青俳演技研究所に入る。村上不二夫が社長を務める村上事務所に所属し、1977年倉地 雄平（）の芸名で『刑事犬カール』（TBS）に出演しテレビデビュー。
『特捜最前線』（テレビ朝日）『スパイダーマン』（東京12チャンネル）などのゲスト出演を経て、1979年、東映制作の特撮テレビドラマ『バトルフィーバーJ』（テレビ朝日）で志田京介/バトルフランス役を演じる。「フランス語はペラペラ、ルックスに自信があって、キザで女性に優しい」という役柄は自分にピッタリだったと、後年のインタビューで語っている。
『太陽にほえろ!』には7回ゲスト出演しているが、同郷の松田優作と山下真司がいずれも凛々しい刑事役であったのに対し、自身は殺されてしまう役が多かったため、友人から「どうしておまえはそうなんだ?」と問い詰められて困ったという。
2001年には倉知 雄平と改名、2004年からは倉知 成満に改名し、舞台中心に活動している。2007年8月25日に新宿で行われた戦隊イベントに『科学戦隊ダイナマン』の南郷耕作/ダイナイエロー役だった時田優と共に飛び入り参加した。
特技は、フラメンコ、タップダンス、日舞。これらは、『スパイダーマン』で共演した野口元夫から「何か習い事をやっておいた方がいい」と助言されたことがきっかけで学び始めた。また、大型自動二輪車免許を取得しており、『スパイダーマン』『特捜最前線』『バトルフィーバーJ』などでは自らバイクシーンも演じている。

## 出演

### テレビドラマ
- 刑事犬カール（1977年、TBS）
- 八甲田山（1978年、MBS） - 長谷部二等卒
- 土曜ドラマ 鎌田敏夫シリーズ / 十字路 第一部 第1話「北海道編 家族」（1978年、NHK）
- 特捜最前線（ANB）
  - 第59話「制服のテロリスト達!」（1978年）
  - 第68話「誘拐 東京-函館縦断捜査!」、第69話「誘拐II パニックイン・函館!」（1978年）
  - 第88話「私だけの三億円犯人!」（1978年） - 岸本信夫
  - 第166話「それは、職務質問から始まった!」（1980年）
  - 第183話「未熟児を棄てた女!」（1980年）
  - 第216話「レスポンスタイム3分58秒!」（1981年）
- スパイダーマン 第13話「ドクロ団対悪魔の霊柩車」（1978年、12ch） - 天野正夫
- 破れ新九郎 第13話「激闘! えんま長屋の合戦」（1978年、ANB） - 清吉
- 芳べえ物語（1979年、CX）
- スーパー戦隊シリーズ（ANB）
  - バトルフィーバーJ（1979年 - 1980年） - 志田京介 / バトルフランス
  - 電子戦隊デンジマン 第29話「超能力刑事の急襲」（1980年） - ポール伊崎
- 突然の明日 第1話「婚約の二人の前に」（1980年、TBS） - 青年
- 連続テレビ小説（NHK）
  - なっちゃんの写真館（1980年）
  - ハイカラさん（1982年）
- 太陽にほえろ!（NTV）
  - 第442話「引金に指はかけない」（1981年） - 田村静夫
  - 第475話「さらば! スニーカー」（1981年） - 有田信之
  - 第515話「生いたち」（1982年） - 矢部透
  - 第556話「南国土佐・黒の推理」、第557話「南国土佐・黒の証明」（1983年） - 谷口邦夫
  - 第633話「ホスピタル」（1985年） - 北見研究所所員
  - 第658話「ラガーよ、俺たちはおまえがなぜ死んだか知っている」（1985年） - 篠原
  - 第707話「いつか見た、青い空」（1986年） - 高村
- 男! あばれはっちゃく 第83話「あばれ家庭教師マル秘作戦」（1981年、ANB） - 津田
- 大河ドラマ（NHK）
  - 峠の群像（1982年） - 間十次郎
  - 山河燃ゆ（1984年） - 鈴木上等兵
- メタルヒーローシリーズ（ANB）
  - 宇宙刑事ギャバン 第22話「黄金仮面と妹 太陽に向って走るヨット」（1982年） - 速水力也 / 怪盗X
  - 特救指令ソルブレイン 第48話「今日もいないパパ」（1991年） - 鳥井一郎博士
- フジ三太郎（1982年 - 1983年、ABC）
- 勇者は語らず いま、日米自動車戦争は 第4話「あした、生きるために」（1983年、NHK）
- 御宿かわせみ2 第22話「子なきは去る（前編）」（1983年、NHK） - 治兵衛
- 木曜スペシャル / さらば海底空母イ401 幻のパナマ運河大爆撃（1983年、NTV）
- 暴れ九庵 第12話「ひたむきに愛」（1984年、KTV） - 貞吉
- 私鉄沿線97分署 第41話「ヨットで越えろ! 学園の荒波」（1985年、ANB）
- 誇りの報酬 第3話「賭けをするなら命がけ」（1985年、NTV） - 城南署刑事
- 土曜ワイド劇場 / 結婚って何さ殺人事件（1986年、ANB）
- ギョーカイ君が行く!（1987年、CX）
- 火曜スーパーワイド / ヨコハマ幽霊ホテル（1988年、ANB）
- 月曜・女のサスペンス（TX）
  - 信玄伝説殺人事件（1988年）
  - 復讐 -死者からの告発状-（1988年）
  - 那須高原殺人事件 疑惑の風景（1991年） - 崎山
- 世にも奇妙な物語 / お墓参り（1990年、CX）
- 男と女のミステリー 新OL三人旅 十和田、奥入瀬殺人事件（1991年、CX） - 笹島幸弘
- 刑事貴族2 第35話「病院へようこそ」（1992年、NTV） - 深沢
- 本家のヨメ（2001年、YTV）
- 月曜ミステリー劇場 / 探偵・左文字進5 三人目の女（2002年、TBS）
- 精霊流し〜あなたを忘れない〜 第6話「出会いの時」（2002年、NHK）

### 映画
- 高校大パニック（1978年、にっかつ） - 狙撃隊員：木島一郎
- もう頬づえはつかない（1979年、ATG）
- 連合艦隊（1981年、東宝）
- 幸福（1981年、東宝）
- 巣立ちのとき 教育は死なず（1981年、共同映画全国系列会議） - 吉本
- 大日本帝国（1982年、東映） - 刑事
- 火まつり（1985年、シネセゾン） - 青年

### オリジナルビデオ
- コロッケの不思議体験ゾーン 世にも怪奇な物語 霊界編（1991年、レッドウェイブ）

### 舞台
- 殺人のリハーサル（2003年、三百人劇場）
- サロメ オーケストラ版（2007年、芸能花伝舎 他）
- カプセル兵団 －超鋼祈願ササヅカイン3 戦いの果てに－（2016年、笹塚ファクトリー）
- ひらり 〜桜下偲君〜（2017年、マチネ）
- 椿姫